# Федеральный центр нейрохирургии (Тюмень)
Федера́льный центр нейрохирурги́и (г.Тюмень), официальное полное наименование федеральное государственное бюджетное учреждение «Федеральный центр нейрохирургии» Министерства здравоохранения Российской Федерации (г. Тюмень) — медицинская организация, предназначенная для оказания плановой высокотехнологичной медицинской помощи в области нейрохирургии. Граждане РФ получают медицинскую помощь бесплатно (за счет федеральных средств, а также средств ОМС). Отличительной чертой является использование малоинвазивной хирургии[2].
Открыт в 2010 году в рамках национального проекта «Здоровье».

## История
В 2006 году в России стартовал государственный проект «Здоровье», который повысил доступность современного лечения. Программа включала в себя открытие 14 федеральных центров высоких медицинских технологий, два из них — по профилю «Нейрохирургия» (в г.Тюмень и г.Новосибирск).
В 2009 году руководство Тюменской области и Правительство Российской Федерации пригласили врача-нейрохирург высшей категории, доктора медицинских наук, профессора Альберта Акрамовича Суфианова возглавить учреждения и участвовать в подготовке центра к работе.
Первая операция прошла 25 апреля 2011 г.  

## Структура

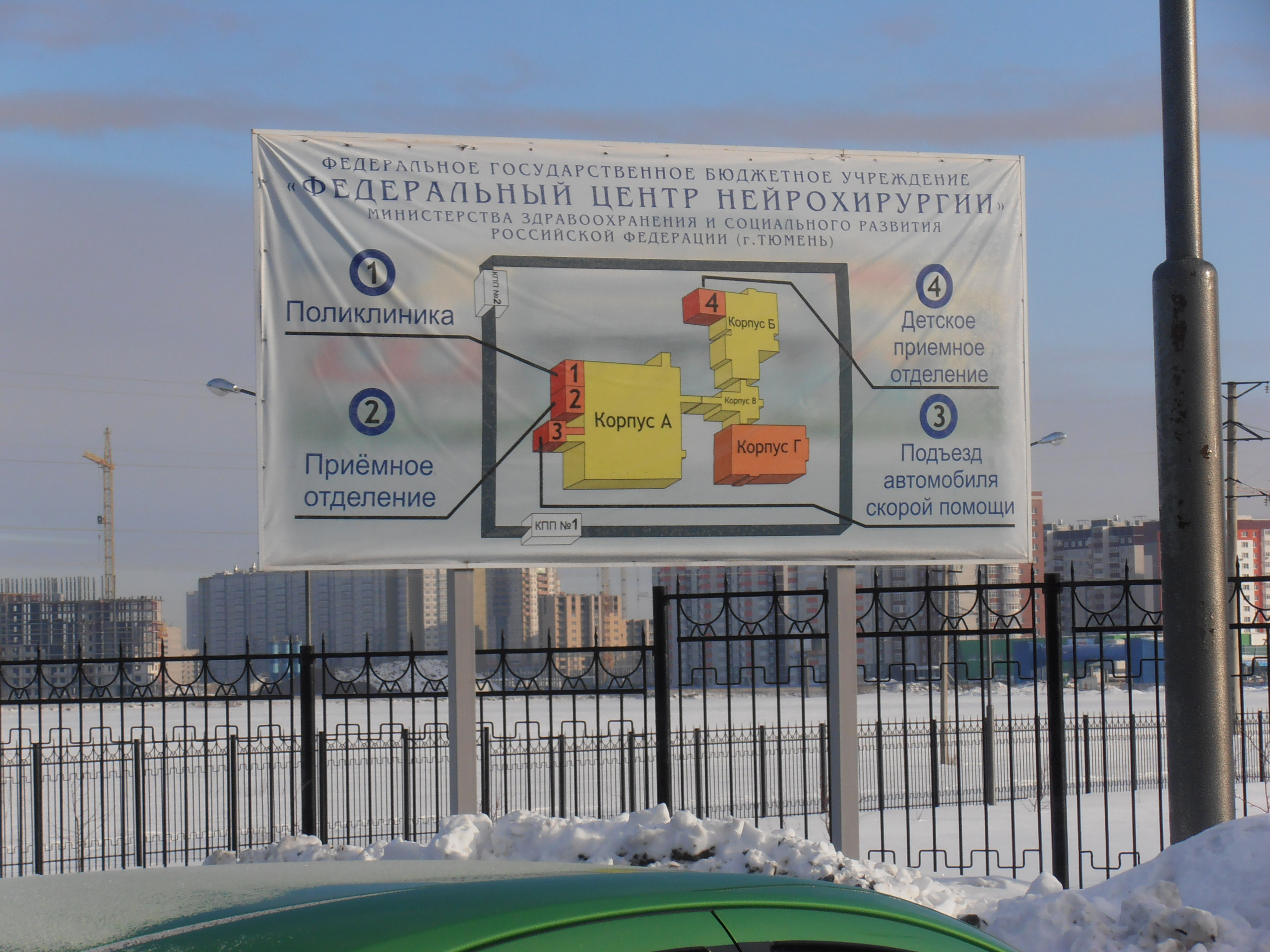
Схема расположения корпусов. 2013 год.

На базе учреждения располагаются пять специализированных отделений: отделение детской нейрохирургии, цереброваскулярной нейрохирургии, отделение вертебрологии, нейроонкологии и отделение функциональной нейрохирургии, а также отделение анестезиологии-реанимации, приемно-консультативное отделение и операционный блок (7 операционных). Коечный фонд - 95 коек.  

## Оказываемая медицинская помощь
Оказываемая Центром медицинская помощь предусмотрена статьёй 34 Федерального закона от 21 ноября 2011 года № 323-ФЗ «Об основах охраны здоровья граждан в Российской Федерации»[10]. В пределах государственного заказа медицинская помощь гражданам РФ оказывается бесплатно, независимо от региона их проживания[9].
Работа врачей направлена на хирургическое лечение таких заболеваний нервной системы, как: 
| гидроцефалия                                      | аденома гипофиза                                        |
| краниосиностоз                                    | нейропатические болевые синдромы                        |
| люмбосакральная липома                            | гемифациальный спазм                                    |
| аневризма сосудов головного мозга                 | невралгия тройничного нерва                             |
| стенозирующие заболевания брахиоцефальных артерий | фармакорезистентная и симптоматическая эпилепсия        |
| стенозы позвоночного канала                       | болезнь Паркинсона                                      |
| опухоли спинного и головного мозга                | синдром карпального канала и другие туннельные синдромы |

и других патологий.
За период существования центра в нем проведено более 18 тысяч операций по нейрохирургии. Ежегодно врачами центра проводится порядка 3500 тысяч операций, 800 операций из этого числа делает главный врач ФЦН Альберт Акрамович Суфианов.
Работа приёмно-консультативного отделения обеспечивает консультативный прием врачей-нейрохирургов и других узких специалистов: офтальмолога, уролога, эндокринолога, оториноларинголога, детского невролога, педиатра. Для повышения доступности оказания помощи в центре для пациентов организовано заочное консультирование через сайт учреждения.

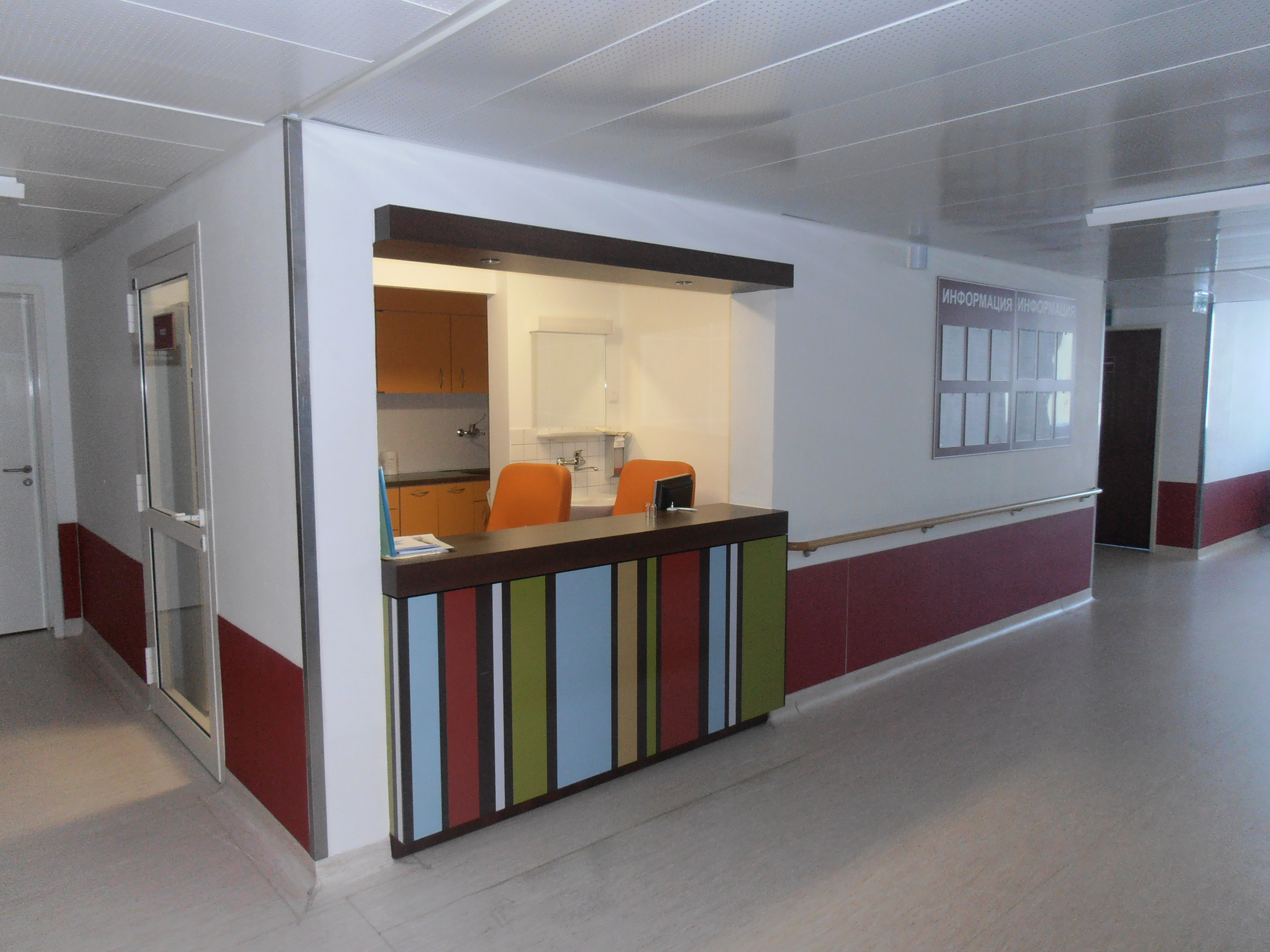
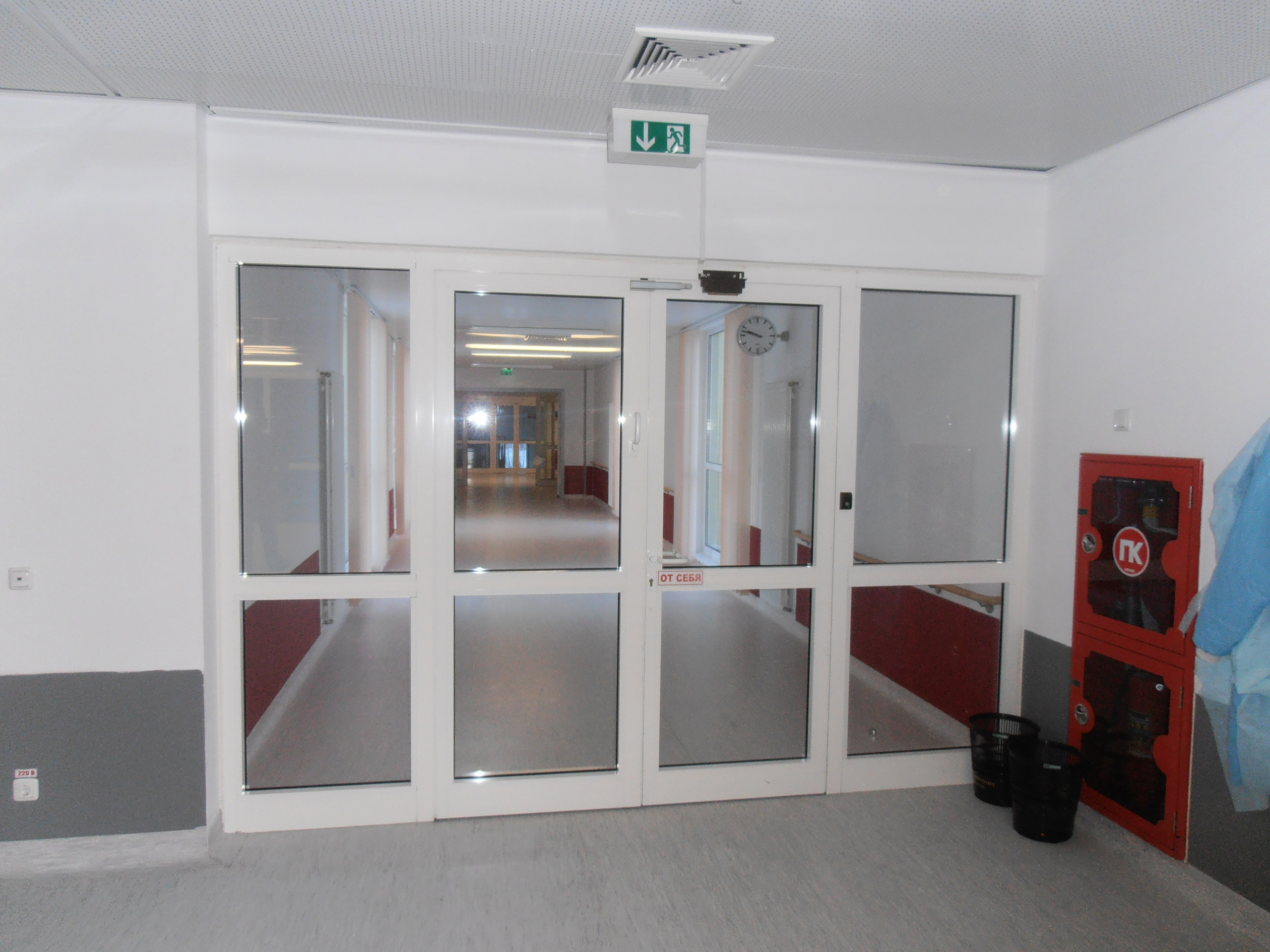
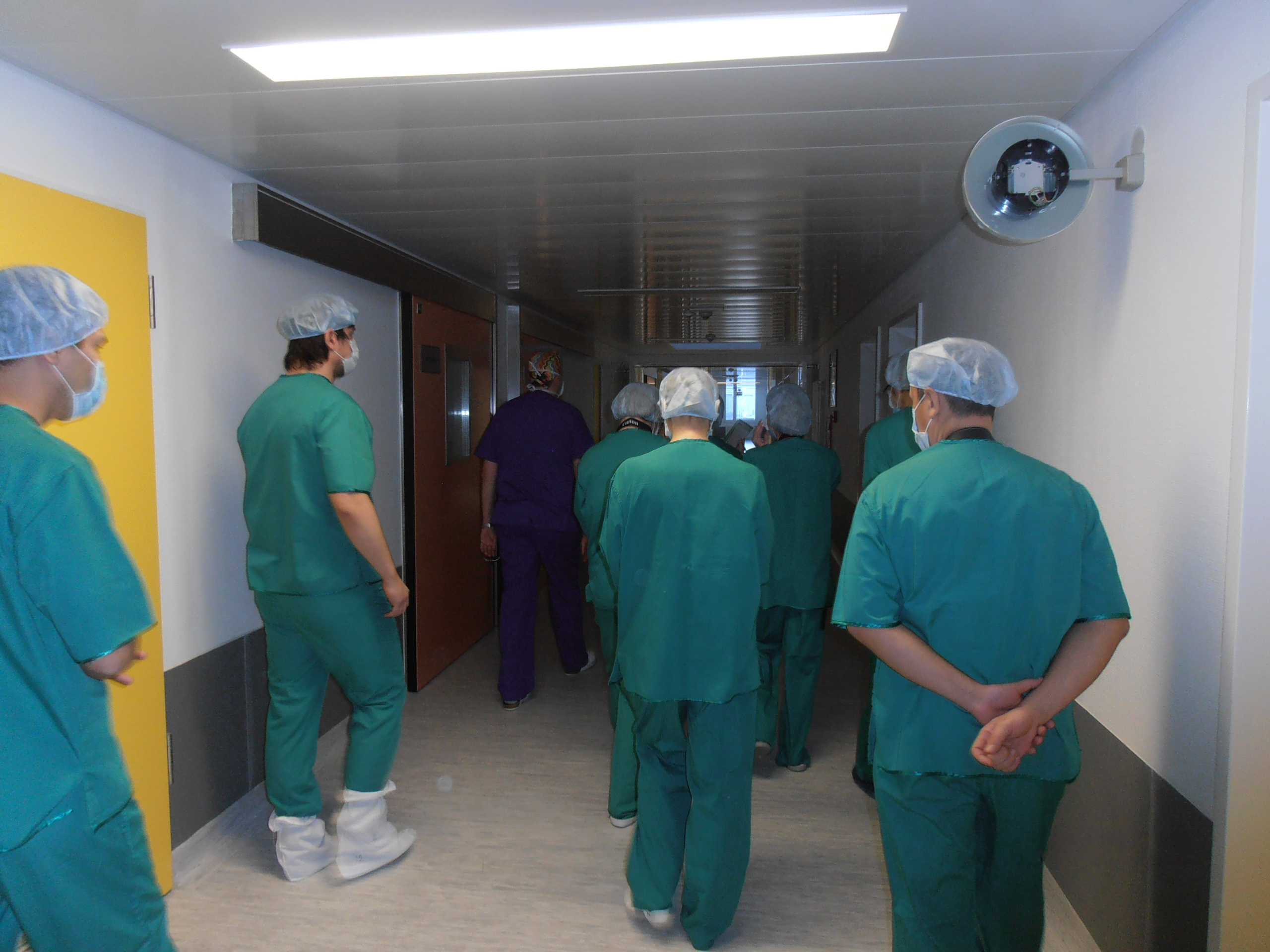
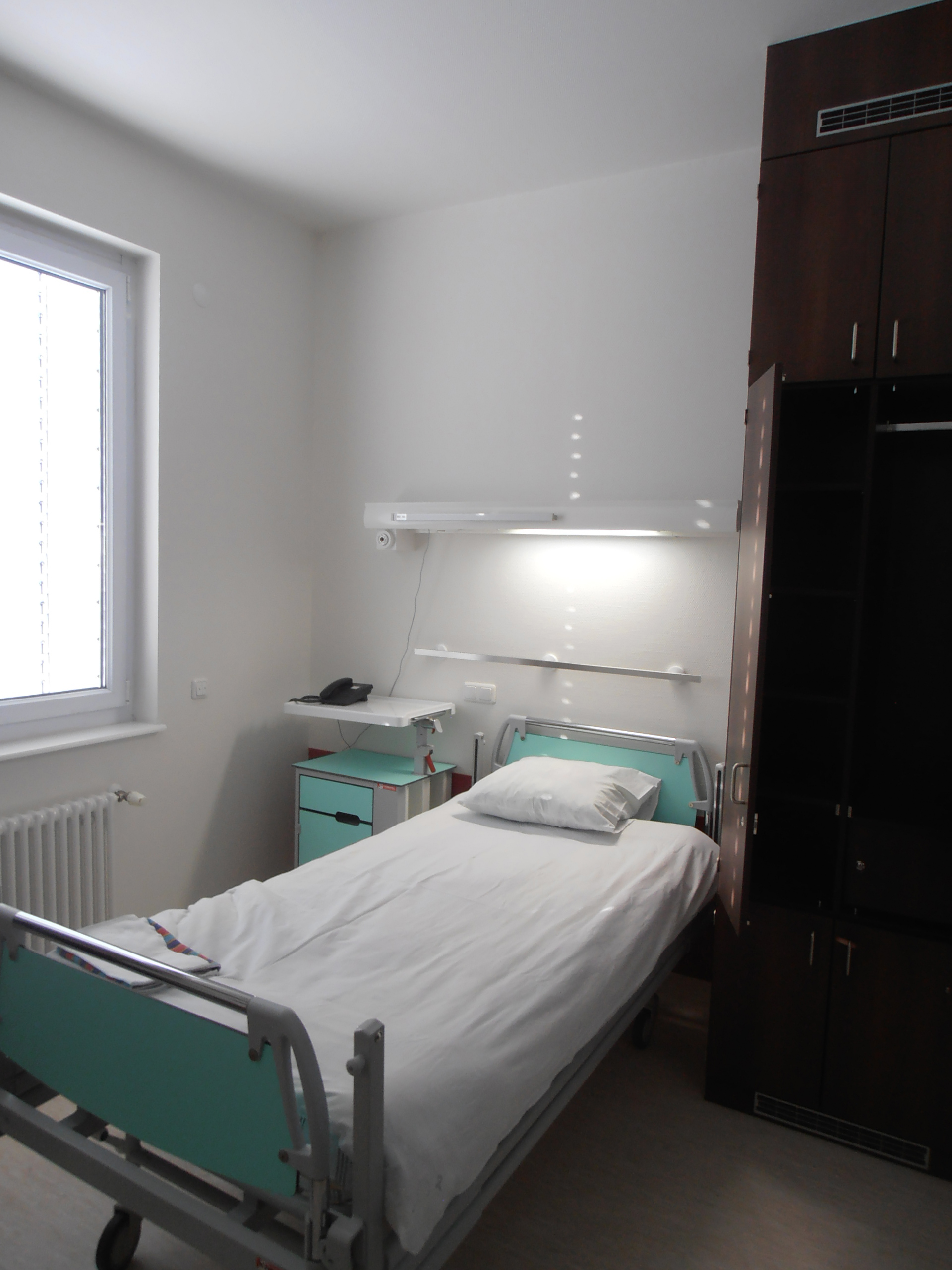
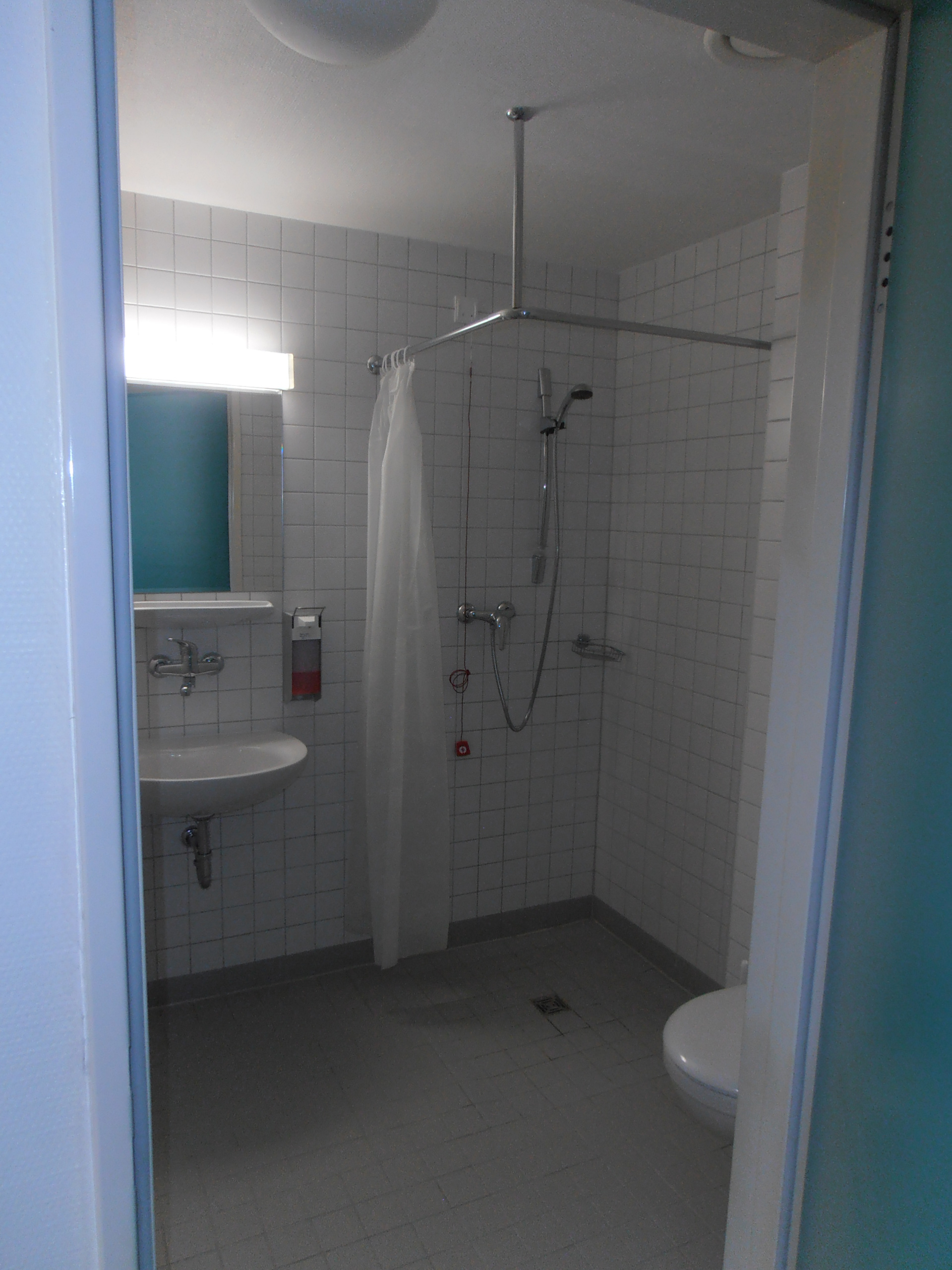

## Применяемые технологии
Сегодня по своей оснащенности центр стоит в ряду с ведущими клиниками мира. Так, в детском отделении применяется метод венозного вакуумного забора крови, который снижает дискомфорт пациента и риск инфицирования[11]. В вертебрологическом отделении впервые в стране внедрено эндоскопическое удаление межпозвонковой грыжи по методике немецкой фирмы JOIMAX, которая позволяет проводить операцию без использования наркоза[12]. Нейроонкологическое отделение впервые в России освоило норвежскую систему динамической 3D нейронавигации SonoWand[13].
Само по себе применение малоинвазивной хирургии обеспечивается в Центре благодаря первому в России передвижному томографу O-arm ® Surgical Imaging System американской компании Medtronic[7].
В 2015 была запущена седьмая операционная. Это единственная в России гибридная интеллектуальная операционная с экспертным  КТ-томографом экспертного уровня, который интегрирован с навигационными системами в автоматическом режиме, позволяющая значительно повысить эффективность оперативного лечения самых сложных заболеваний.
В центре используются магнитно-резонансные томографы (1.5Т, 3Т); компьютерный томограф (КТ) SIEMENS SOMATOM Emotion; интраоперационный ICG контроль, интраоперационная допплерография, навигационная станция BrainLab, интраоперационный нейрофизиологический контроль, современные микроскопы Carl Zeiss, Leica, Pentero 900, системы ультразвуковой аспирации Zoring и высокочастотного электрооборудования Aesculap, Stryker, Medtronic и многое другое. Успешно применяются передовые методики интраоперационной флуороскопии и ангиографии.

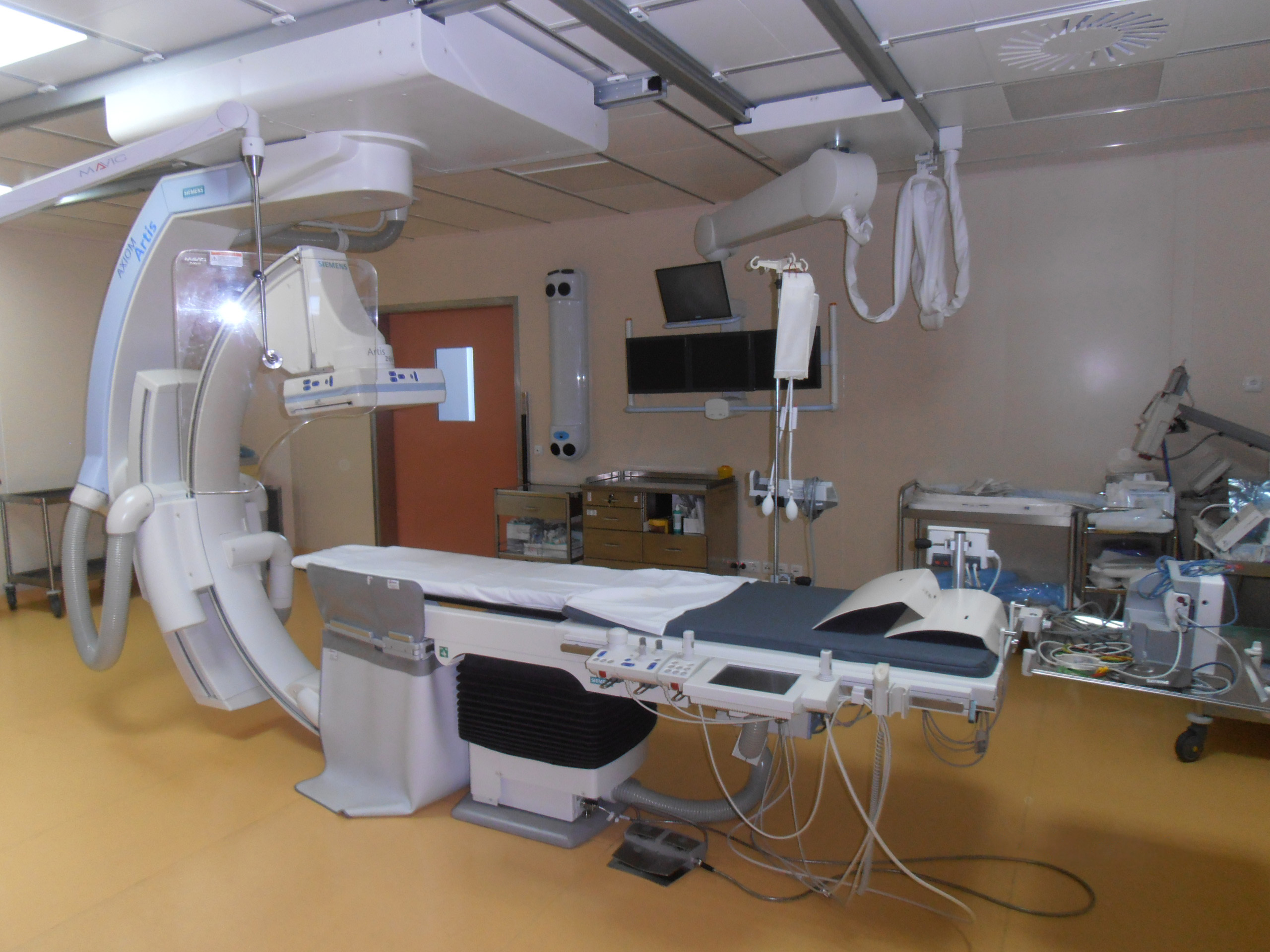
Эндоскопическая операционная
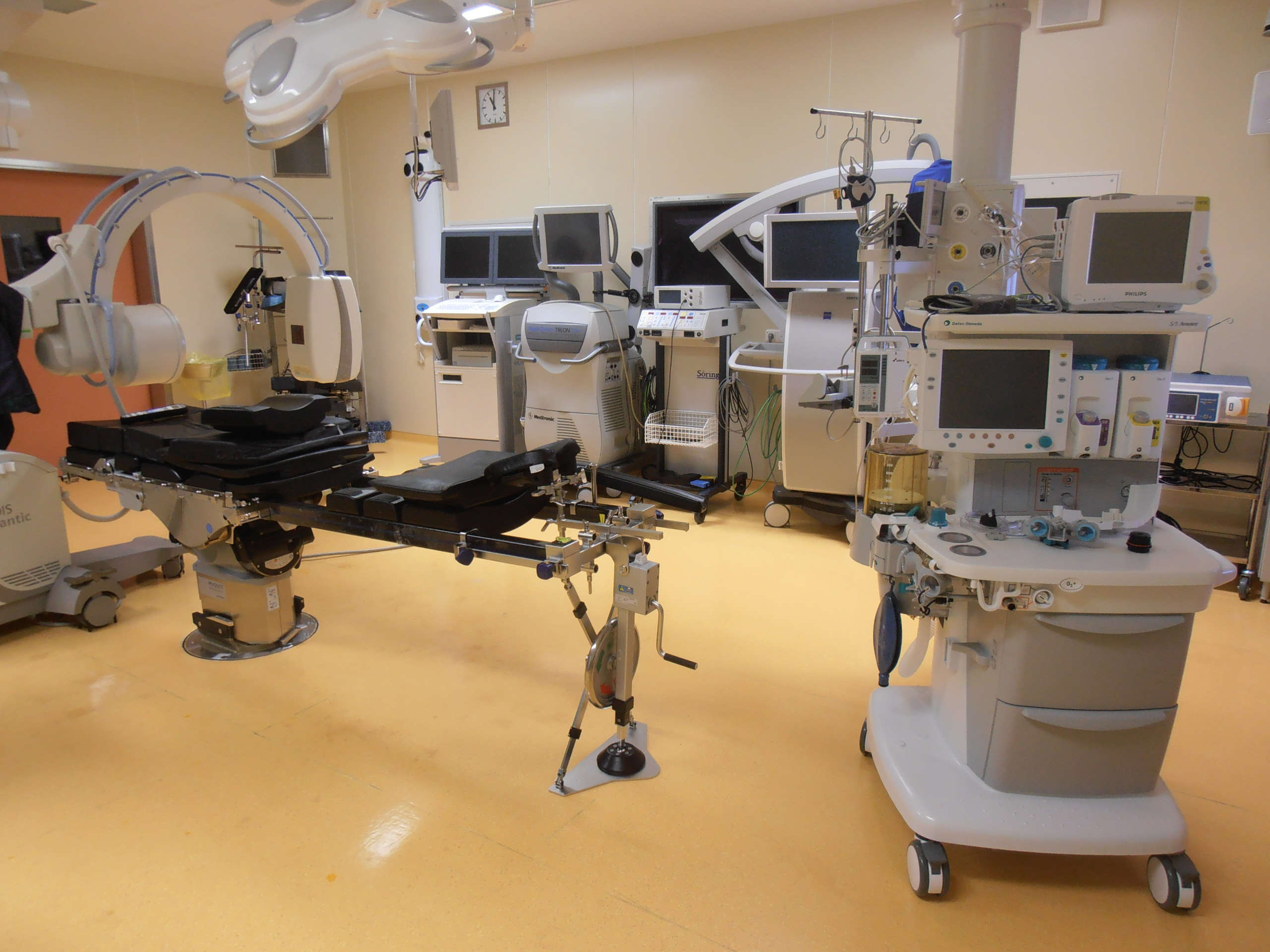
Нейронавигатор SonoWand
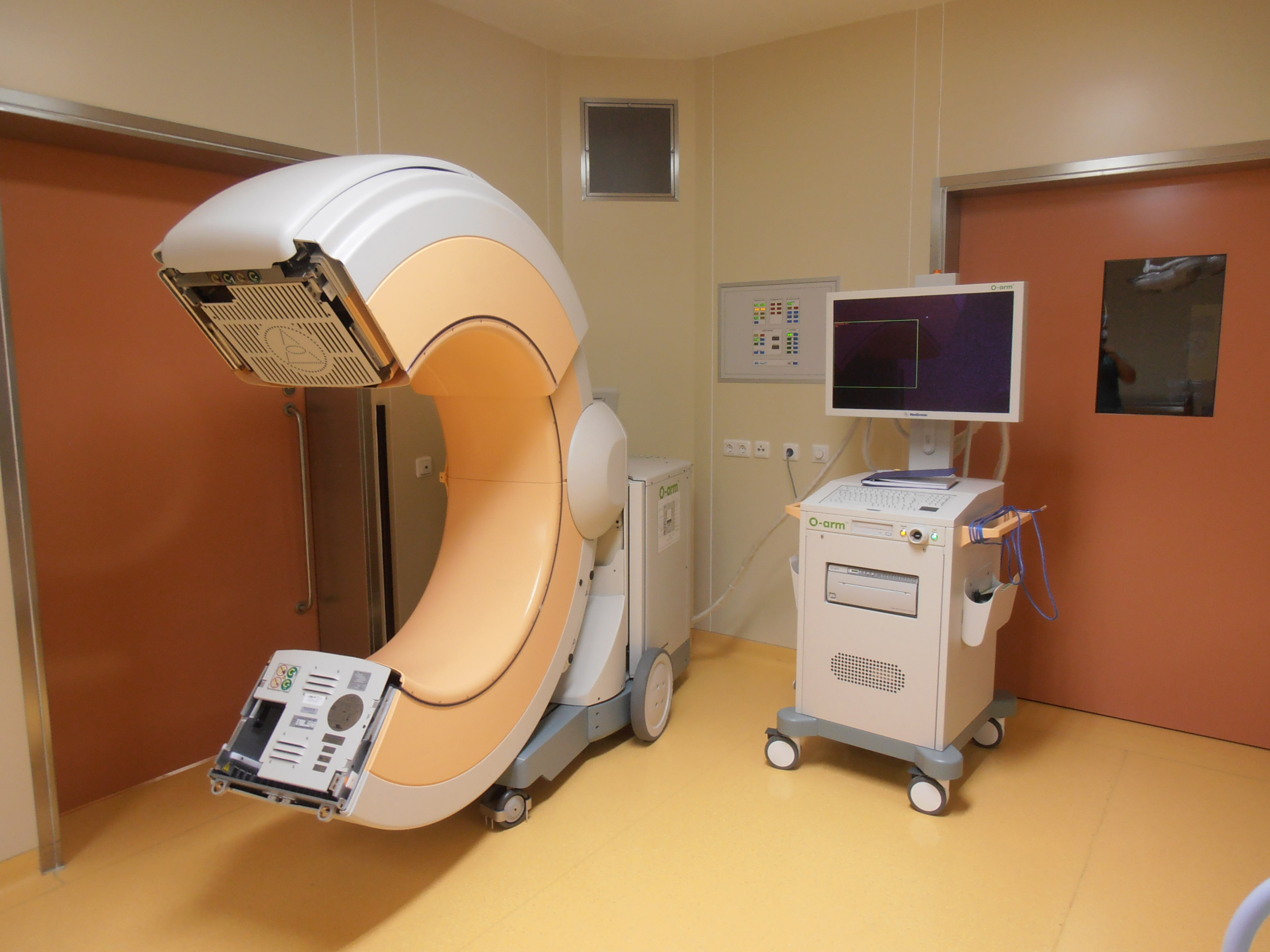
Томограф O-arm ® Surgical Imaging System
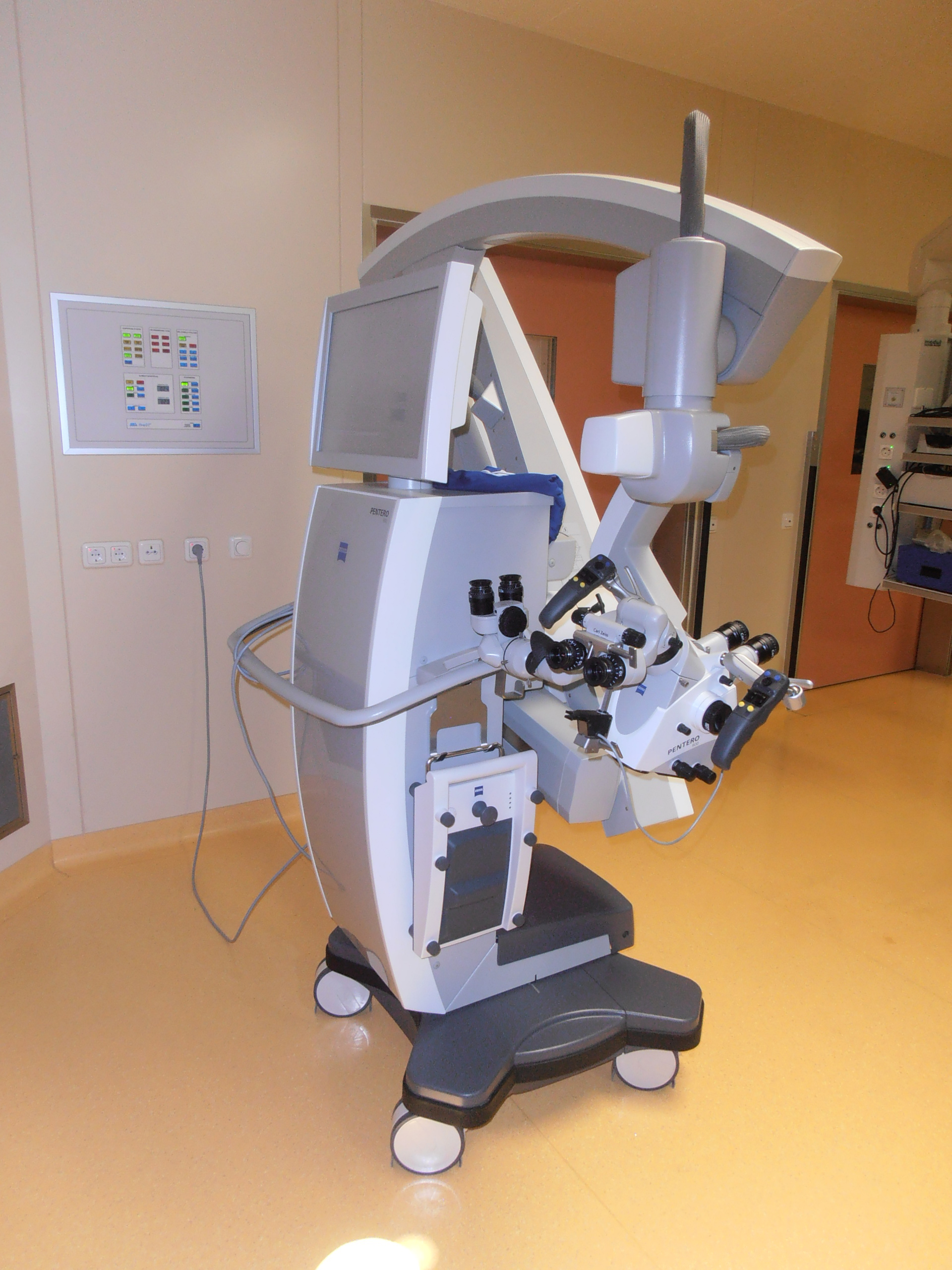
Мобильный хирургический стереомикроскоп отражённого света Carl Zeiss
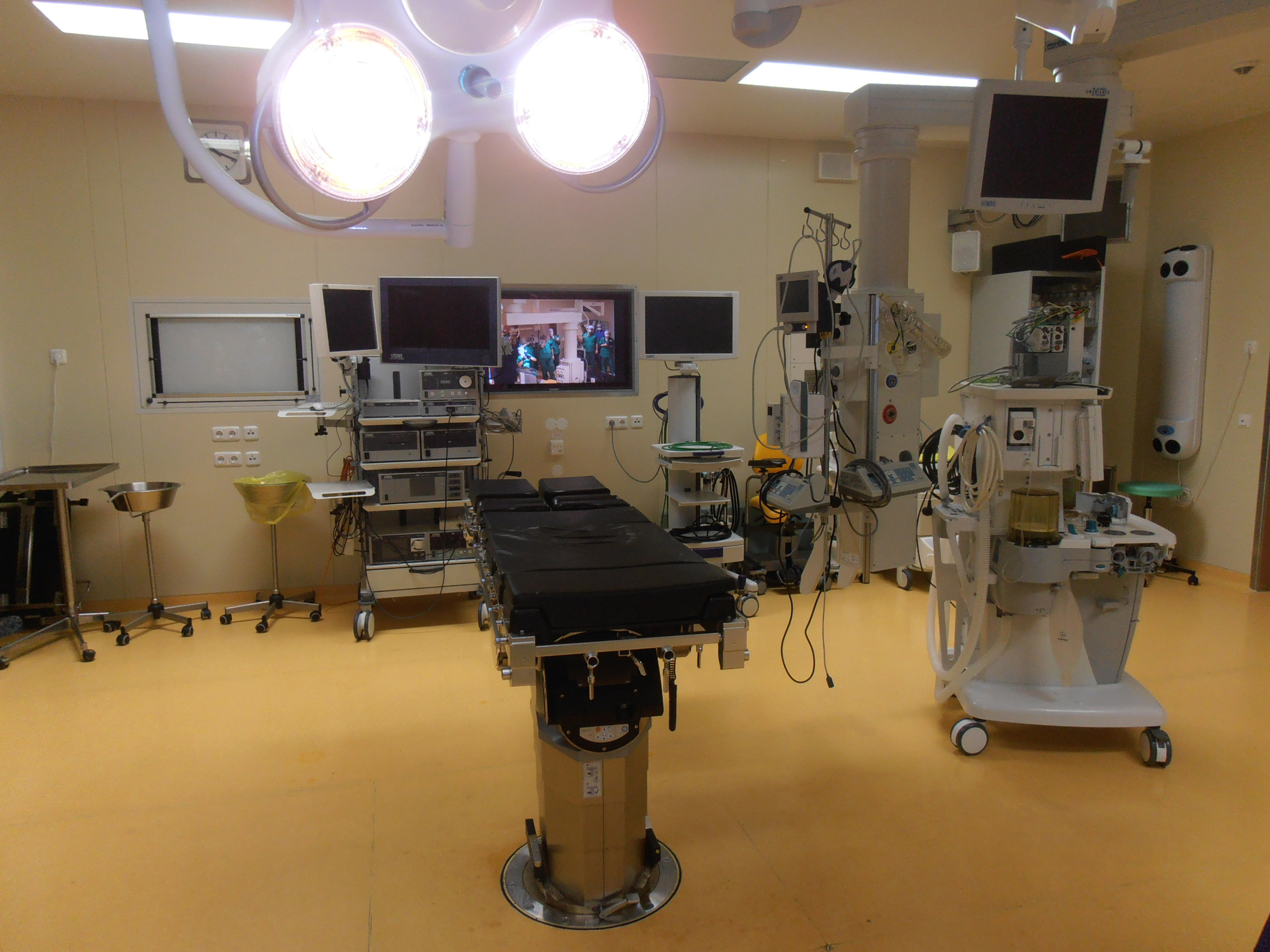
Система телемедицины